# Coacalco de Berriozábal
Coacalco de Berriozábal là một đô thị thuộc bang México, México. Năm 2005, dân số của đô thị này là 285943 người.